# Cryptodicranum armittii
Cryptodicranum armittii là một loài Rêu trong họ Dicranaceae. Loài này được (Müll. Hal.) E.B. Bartram mô tả khoa học đầu tiên năm 1942.